# Stereo Total
 (avril 2020).
Si vous disposez d'ouvrages ou d'articles de référence ou si vous connaissez des sites web de qualité traitant du thème abordé ici, merci de compléter l'article en donnant les références utiles à sa vérifiabilité et en les liant à la section « Notes et références ».
Stereo Total est un duo composé de Françoise Cactus (née Françoise Vanhove et ancienne coleader du groupe Les Lolitas) et Brezel Göring (aka Friedrich von Finsterwalde, né Friedrich Ziegler), couple dans la vie et dans la musique. Fondé à Berlin en 1993, le duo a composé plus d'une soixantaine de morceaux en pas moins de huit albums. Leurs thèmes de prédilection sont l’amour, le sexe, la rébellion et la nostalgie.
Les chansons sont de style electro minimalistes, situées entre le punk rock, le rock 'n' roll, la disco et la new wave, interprétées avec guitare, batterie et sampler. Le groupe chante souvent en allemand, en français et en anglais mais utilise parfois d'autres langues comme le japonais, l'espagnol et le turc. Au fil de leurs collaborations, ils rendent hommage à leurs « modèles » : Brigitte Fontaine ou Jacno.
Depuis 2001, les Stereo Total sont pratiquement sans cesse en tournée dans le monde entier[réf. nécessaire] : Amérique du Nord et du Sud, Japon, Russie, Europe, Chine, Turquie… Bien qu’ils soient connus comme duo electro, ils jouent en concert avec batterie et guitare, ce qui pendant des années était une exception dans les clubs, où la plupart des concerts live consistaient en un playback sur CD.
Françoise Cactus meurt des suites d'un cancer du sein le 17 février 2021.

## Chansons utilisées dans des publicités, films ou autres
I Love You, Ono, reprise de I Love You, Oh No! du groupe japonais new wave The Plastics a été utilisée par Sony dans une publicité européenne pour leur caméscope Handycam en juin 2005, ainsi que dans une publicité pour le Studio 15[Quoi ?] de Dell en 2009. Le titre de cette chanson est un jeu de mots faisant référence au titre original des Plastics ainsi qu'à Yoko Ono. En 2012, pour son parfum Dior Addict, la maison Dior reprend également ce tube.
Une autre de leurs chansons, L'Amour à Trois (version française de Liebe zu Dritt), a été utilisée dans une publicité en Suède ainsi qu'en Espagne, dans le film Glue d'Alexis Dos Santos et dans la série Netflix Les Chroniques de San Francisco (saison 1 épisode 5).
Leur chanson Cannibale est incluse dans le jeu vidéo Dance Dance Revolution ULTRAMIX 4 sorti en 2006.
Leur morceau Push It est utilisé à plusieurs reprises dans la mini série allemande The Billion Dollar Code diffusée en 2021.

## Discographie
- 1995 · Oh Ah!
- 1997 · Monokini
- 1998 · Juke-Box Alarm
- 1999 · My Melody
- 2000 · Total Pop (Best Of)
- 2001 · Musique Automatique
- 2002 · Trésors cachés (album gratuit sur www.stereototal.de)
- 2005 · Do the Bambi!
- 2006 · Discotheque (Best Of Remixes)
- 2007 · Party anticonformiste - The Bungalow Years (Compilation)
- 2007 · Paris-Berlin
- 2009 · Carte postale de Montréal (Compilation canadienne)
- 2010 · Baby Ouh!
- 2011 · Underwater Love (BO du film de Shinji Imaoka)
- 2012 · Cactus versus Brezel
- 2015 · Yéyé existentialiste
- 2016 · Les Hormones
- 2019 . Ah! Quel cinema!